# 曾榕
曾榕（Tsan Yung，1887年2月12日—1970年1月9日）是一名香港商紳和慈善家，經營的士生意發跡，有「的士大王」稱號。他亦是油麻地、旺角區街坊領袖。

## 生平
曾榕祖籍廣東惠陽，客家人，大澳沙田村村民。他19歲到太平洋島嶼擔任礦工，工餘自學英文和工學，獲工頭賞識擔任翻譯和監督工作。1923年，他回到香港加入英國礦業公司工作。有見九龍交通不便，他於1928年創辦金邊的士公司（後金邊汽車有限公司，Blue Taxi）。金邊公司開業時有六部的士，車隊以乾淨車箱和訓練有素、穿整齊制服的司機作招倈。1932年，飛星的士向政府申請在九龍營運，但因金邊經營質素理想被政府拒絕，使金邊壟斷九龍的士版圖。1934年，金邊有30餘輛的士。至太平洋戰爭前。金邊的士擁有88部的士，成為全港最大型的士公司之一，四大的士行之一，並率先採用咪表計程收費。

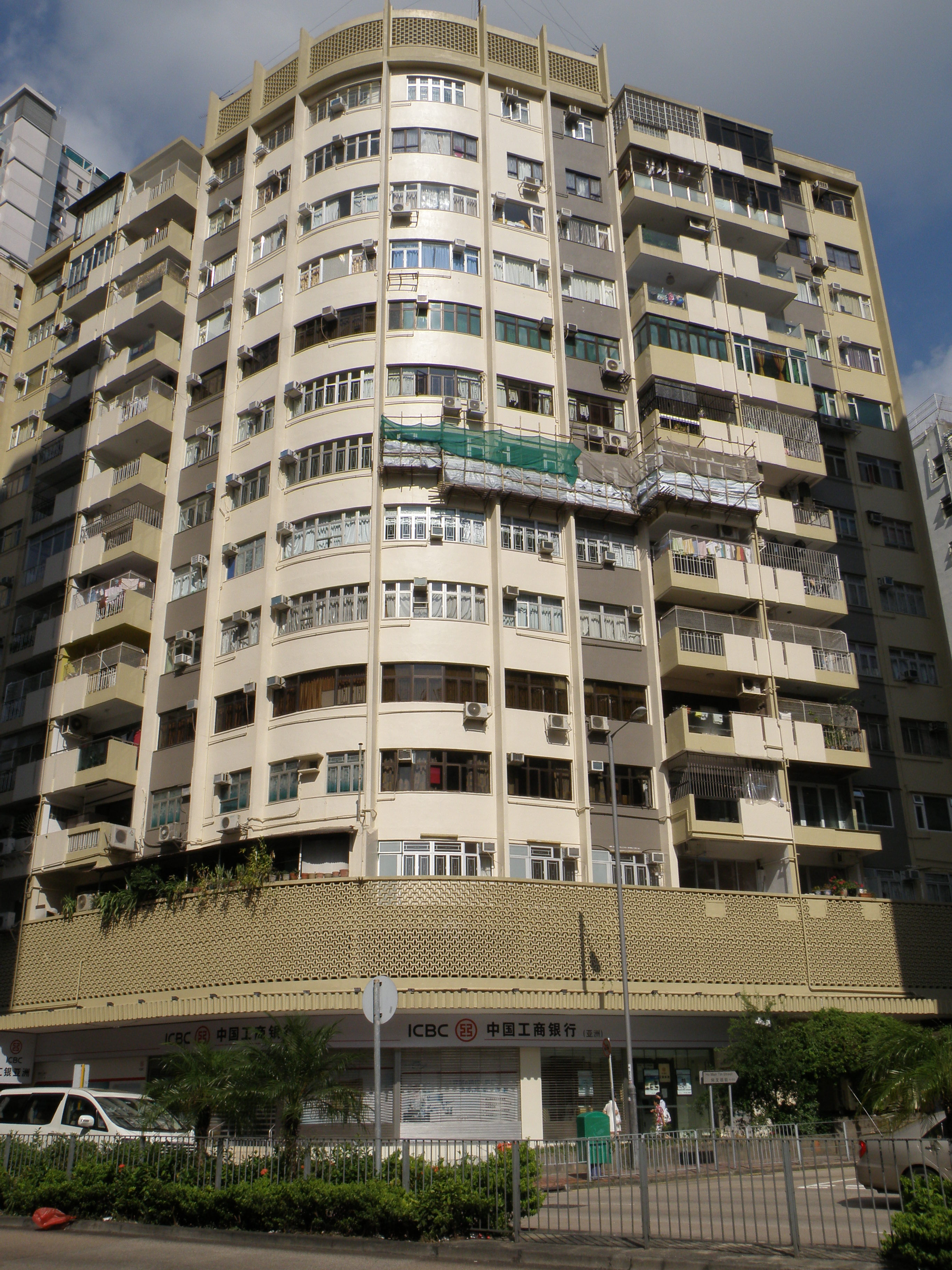
曾榕大廈

香港日治時期，金邊的車隊被日軍全部沒收，無法營運。1946年7月，金邊的士復業，最初的士車隊只有數輛車輛，其他車輛繼續被香港政府徵用。1947年，車隊規模回復至戰前數量，有80輛。1959年，金邊公司率先於的士上配備無線電設備，增加調派能力、通報罪案和交通意外。
1950年，政府歸還已徵用5年的彌敦道610號及612號大宅（九龍內地段1303號），曾榕是610號大宅業主。兩幢三層高的相連大宅建於1920年代初，1932年起是鑰智學校校址，日治期間被用作日軍慰安所，610號大宅戰後被用作九龍官立學校臨時校址。1962年，政府收回金邊的士原為於彌敦道和街市街交界（現今九龍政府合署）的總部及車房，金邊的士辦公室遷至寧波街23號。當時車隊有150輛的士，在官涌廣東道、鑽石山大磡村舊飛機庫設有車場，修理部則設於荔枝角麗昌工廠大廈地下。
除了的士業務，曾榕於1957年創立榕慶置業有限公司，經營房地產業務。他將窩打老道和何文田街交界的地皮發展成曾榕大廈。1964年，金邊的士總部及車房亦遷進新大廈的基座，大樓外牆刻有「金邊」兩字浮雕以及特色網狀花紋。他另一個地產項目是將彌敦道610號大宅「地王之王」重建成榕慶大廈（即荷李活戲院），於1964年落成。該地段於1979年作公開拍賣時，距離75年地契屆滿僅餘11年。地段最後由恆隆地產以3億2,700萬港元投得，重建成現今荷李活商業中心。榕慶置業發展的物業還有以其太太命名的巧玉大廈（洗衣街103號）和榕玉大廈（洗衣街43A號）。
曾榕另外還擁有青山灣榕慶別墅（現今春和日景花園）、何文田太平道3號和加多利山布力架街15號A西式大宅。他亦擁有馬駒「寶鼎明珠」、「好朋友」和「大澳」。
曾榕於1970年逝世，享年82歲。殯禮由生前好友何蔭璇、李耀祥、黎醒民、謝伯昌、黃肇焯、許讓成、曾兆生、黎熖堂扶靈。他逝世後，後人不願繼續經營的士生意，金邊的士曾於1977年宣佈停業後再復業，最後於1983年正式結業，百多名司機被遣散，當時車隊仍有45輛的士。

### 慈善公職
1929年至1931年，曾榕擔任廣華醫院總理，曾捐款協助重建大角咀洪聖廟。抗日戰爭全面爆發後，他以金邊公司名義向來港難民捐贈金錢和棉衣。1939年，曾榕等人創立九龍總商會，他於1940年起擔任九龍總商會監事長，至1952年。
香港保衛戰期間日軍派機轟炸九龍市區，曾榕讓培道中學寄宿師生在晚上到他的居所避難。1942年，他被日本軍政府委任為大角區（大角咀及旺角）區長，負責管理公共衛生、配給糧食和調查人口等工作。
曾榕在日治時期曾避居梅窩、大澳，並任職大澳警察局管理治安。他的大澳吉慶後街33號別墅（建於於1934年建成，現為香港三級歷史建築石麟閣）此段期間被日軍佔用。 1944年10月，東江游擊隊突襲大澳警察局，游擊隊成員在行動前把曾榕家中的電話線剪斷，以防警察聯繫。戰後，他捐助大澳街燈照明計畫、助學村童、助建洪聖廟球場、助建大澳公立學校等等，對大澳發展貢獻良多。
1950年，曾榕與其他油麻地商紳創立油麻地街坊福利會，他是發起籌組人之一。1950年，由他捐助購置的九龍總商會自由道新會址落成，禮堂命名為曾榕堂。1953年何文田木屋區大火，九龍總商會借出禮堂供災民棲身，曾榕伉儷捐輸糧食、寒衣，又在家煮粥分發災民。1961年，他在擔任曾氏宗親會會長期間捐建新會所，亦名為曾榕堂。1967年，他在擔任油麻地街坊會會長期間捐建街坊會學校禮堂。
1971年，曾榕夫人為紀念丈夫逝世一周年，向公益金捐贈四萬港元。曾榕歷任九龍總商會永遠名譽會長、油麻地街坊會永遠名譽會長、香港崇正總會永遠名譽會長、曾氏宗親會永遠名譽會長、寶安商會永遠名譽會長、中國健身會名譽會長、惠陽商會理事長、寶安同鄉會永遠名譽顧問、港九各區街坊會協進會顧問、港九居民聯合會監事長等等。

## 家庭
曾榕妻子名黃巧玉，兩人育有五子二女包括：曾桃華（佩珩）、曾桃鏢、曾桃鉤（佩釗）、曾桃柱（佩林）、曾桃忠（佩琦）、曾桃銳（佩瑜）、曾桃銀和曾桃燕（佩然），亦有誼子名吳松坤（父親是廣生機器廠創辦人吳啓鎏）。長子曾桃華和次子曾桃鏢曾協助父親打理的士業務。曾佩釗於美國斯巴達航空技術學院畢業，曾於二戰時為中國空軍效力。曾桃柱是美國芝加哥大學醫學博士，後定居三藩市開設醫務所。在他的孫兒當中，曾慶光是香港華民航空創辦人，曾任中航（集團）副總裁兼董事；曾慶謙是香港育犬專家，翠渝寵物用品創辦人。